# Powell megye (Kentucky)
Powell megye az Amerikai Egyesült Államokban, azon belül Kentucky államban található. Megyeszékhelye és legnagyobb városa Stanton. Lakosainak száma 13 129 fő (2020. április 1.). Powell megye Montgomery, Menifee, Wolfe, Lee, Estill és Clark megyékkel határos.

## Népesség
A megye népességének változása:
| Lakosok száma | 12 667 | 12 628 | 12 479 | 12 494 | 12 269 | 13 129 |
|               | 2010   | 2011   | 2012   | 2013   | 2015   | 2020   |